# Nụ hôn tháng Tư
Nụ hôn tháng Tư (Hangul: 4월 키스; tên phát hành tiếng Anh: Kiss of April) là một bộ phim truyền hình Hàn Quốc của hãng KBS, phim thuộc thể loại tâm lý tình cảm được phát sóng từ này 21 tháng 4 năm 2004 đến này 8 tháng 6 năm 2004. Bộ phim xoay quanh tình cảm giữa 04 nhân vật chính là Song Chae-won (do Soo Ae thủ vai), Kang Jae-sup (do Jo Han Sun đóng), Han Jung-woo (Lee Jung Jin vào vai) và Jang Jin-ah (với diễn xuất của So Yi Hyun). Bộ phim có nhiều cảnh tình cảm đến cao trào, gây xúc động, với mô típ quen thuộc như tình yêu tay ba, tay tư đan xen nhau, tình cảm phát sinh từ thuổ thanh mai trúc mã mà phải biệt ly rồi gặp lại nhau hay nhân vật chính bị ung thư...) nhưng đầy sáng tạo, lôi cuốn trong thể hiện.

## Nhân vật

### Chae Won
Chae Won là cô gái xinh đẹp và có tài năng nghệ thuật, cô theo học ngành điêu khắc và dạy ở trường nghệ thuật (kiêm làm việc tại xưởng nặn tượng). Cô có đời sống nội tâm phong phú và hay hồi tưởng đến tình yêu thời trung học. Nhưng cô không biết tình cảm của mình dành cho Jeong Woo, người bạn trai thời trung học là tình yêu hay chỉ là ký ức. Cô có người bạn trai là Kang Jae Sub luôn bên cạnh thật lòng yêu thương và luôn giúp đỡ cô. Nhưng một ngày Jeong Woo xuất hiện và cả hai người đàn ông rơi vào vòng xoáy của tình yêu, kết cục cô là người bất hạnh khi Jea Sub bị ung thư chết còn Jeong Woo thì đi lấy người khác.

### Kang Jae-sup
Kang Jae-sup là một anh chàng nam tính, đầy tính cương trực và tràn trề ý chí phấn đấu vượt khó, vượt khổ (anh sinh ra trong gia đình nghèo khổ), Jea-sup yêu Chea Won hết lòng. Anh phấn đấu hết sức để trở thành một trưởng phòng của một tập đoàn nhờ sự chăm chỉ và tài năng của mình, và anh luôn tin trong đời chỉ cần cần cù là có tất cả. Jae Sub có một tuổi thơ nghèo khó và hiện nay anh liều lĩnh đấu tranh để giàu có và nổi tiếng. Jea-sup sau bị ung thư mà chết.

### Han Jeong-woo
Han Jeong-woo là một chàng trai có tính cách u sầu và tách biệt và cũng là người lãng mạn và không kiểu cách, dường như sống biệt lập giữa thế giới và dễ dàng thích nghi mọi hoàn cảnh. Anh trưởng thành trong gia đình không quá khó khăn về kinh tế và không khao khát nhiều đến thành công. Anh tin rằng cuộc đời rất ngắn ngủi nên dành nhiều thời gian cho sở thích của mình. Anh thích chạy xe đạp trong rừng và ngắm chim. Nhưng một ngày, cuộc đời anh hoàn toàn thay đổi vì Chae Won và Jae Sub. Anh gặp lại và yêu người bạn thanh mai trúc mã là Chea Won, bất chấp tình yêu của con gái của chủ tịch tập đoàn. Sau cùng anh lấy cô con gái này.

### Jang Jin-ah
Jang Jin-ah là con gái chủ tập đoàn Dae Jin, một người phụ nữ đẹp, sang trọng, cá tính, cương nghị nhưng cũng rất đổi mềm yếu, cô sau này là giám đốc bộ phận thiết kế và là đàn chị trong trường đại học của Chae Won. Tính cách phóng khoáng, tự tin dưới bộ dạng trí thức. Khi cô gặp Jeong Woo, Jin Ah thấy mình bị lôi cuốn vì sự lãng mạn của anh và tính vui vẻ của anh nên đã hết lòng yêu anh này mạc dù biết rằng tình cảm của Jeong Woo không dành cho cô mà cho Chea Won, nhưng với tính cách mạnh mẽ, giành cho bằng được, cuối cùng thì cô cũng cưới Jeong Woo và có bầu với anh này.

### Các diễn viên khác
- Goo Joon Yup vai Kang Jae Dong
- Lee Yoon Sung vai Shim Soon Young
- Kim In Moon vais Kang Woon Bong (cha của Jae Sup)
- Kwon Kwi Ok vai Hong Mi Ryun
- Lee Jung Gil vai Dr. Han Tae Joon (cha của Jung Woo)
- Lee Hye Sook vai Oh Sin Ja
- Shin Choong Sik vai Song Young Man (mẹ của Chae Won)
- Park Soon Chun vai Suh In Sook (mẹ của Jung Woo)
- Han In Soo vai Chủ tịch Jang Kap Sool
- Kim Ji Yoo vai Kang Jae Hee
- Jang Tae Sung vai No Kong Tak
- Song Yoon Kyung vai Han Jung Yun
- Yoo Ah-in vai Kang Jae Sup lúc nhỏ
- Kim Ki Bum vai Han Jung Woo lúc nhỏ